# Metropolitana leggera di Tunisi
La metropolitana leggera di Tunisi (in francese métro léger de Tunis; in arabo المترو الخفيف لمدينة تونس‎?, al-metrū al-khafīf li-madīnat tūnis) è una metrotranvia che serve la capitale tunisina e la sua area metropolitana.
La metropolitana leggera è gestita dalla Società dei trasporti di Tunisi, nota anche con il nome commerciale di Transtu, azienda pubblica di trasporto nata nel 2003 dalla fusione della Società della metropolitana leggera di Tunisi (SMLT), fondata nel 1981 con la Società nazionale dei trasporti (SNT) fondata nel 1963.

## Rete
Al dicembre del 2009, la rete metropolitana di Tunisi contava sei linee. Di seguito i percorsi:
| Linea | Stazioni |
| ----- | --- |
| 1     | Tunis Marine (corrispondenza TGM e 4) • Farhat Hached • Place de Barcelone (corrispondenza 2, 3, 4 e 5) • Bab Alioua • Mohamed Manachou • 13 Août • Mohamed Ali • El Kabaria • Ibn Sina • El Ouardia VI • Cité Ennour • Echebbi • Ben Arous |
| 2     | Place de Barcelone (corrispondenza 1, 3, 4, 5 e 6) • Habib Thameur (nord-sud) presso Ibn Rachiq (sud-nord) • République (corrispondenza 3, 4 e 5) • Nelson Mandela • Mohamed V • Palestine • Les jardins • Cité El Khadra • La jeunesse • Cité sportive • 10 Décembre • El Fell • L'indépendance • Ariana |
| 3     | Place de Barcelone (corrispondenza 1, 2, 4, 5 e 6) • Habib Thameur • République (corrispondenza 2, 4 e 5) • Bab El Khadra • Bab Laassal • Bab Saadoun (corrispondenza 4 e 5) • Mefteh Sâadallah • Rommana • Campus • 7 Novembre • Les jasmins • Ibn Khaldoun |
| 4     | Tunis Marine (corrispondenza TGM e 1) • Farhat Hached • Place de Barcelone (corrispondenza 1, 2, 3, 5 e 6) • Habib Thameur (nord-sud) presso Ibn Rachiq (sud-nord) • République (corrispondenza 2, 3 e 5) • Bab El Khadra • Bab Laassal • Bab Saadoun (corrispondenza 3 e 5) • Bouchoucha • 20 Mars • Bardo • Essaidia • Khaznadar • L'Artisanat • Den Den • Mannouba • Slimane Kahia • Moncef Bay • Aboubaker El Razi • Le pôle technologique • Kaser El Warda • Le campus • Kheireddine |
| 5     | Place de Barcelone (corrispondenza 1, 2, 3, 4 e 6) • Habib Thameur • République (corrispondenza 2, 3 e 4) • Bab El Khadra • Bab Laassal • Bab Saadoun (corrispondenza 3 e 4) • Mefteh Sâadallah • Rommana • Campus • 7 Novembre • Les jasmins • Ettahrir • El Omrane supérieur • Ettadhamen • Intilaka |
| 6     | Place de Barcelone (corrispondenza 2, 3, 4 e 5) • Bab Alioua • Mohamed Manachou • 13 Août • Mohamed Ali • Tahar Haddad • Ghazeli • Cité municipale • Ennesri • El Montazah • El Mourouj 2 • El Mourouj 1 • Environnement • El Mourouj 3 • Martyrs • El Mourouj 4 |
| 12    | El Ouardia VI • Ibn Sina • El Kabaria • Mohamed Ali • 13 Août • Mohamed Manachou • Bab Alioua • Place de Barcelone (corrispondenza 1, 2, 3, 4 e 5) • Habib Thameur • République (corrispondenza 2, 3, 4 e 5) • Nelson Mandela • Mohamed V • Palestine • Les jardins • Cité El Khadra • La jeunesse • Cité sportive • 10 Décembre |
| 14    | El Ouardia VI • Ibn Sina • El Kabaria • Mohamed Ali • 13 Août • Mohamed Manachou • Bab Alioua • Place de Barcelone (corrispondenza 1, 2, 3, 4 e 5) • Habib Thameur • République (corrispondenza 2, 3 e 5) • Bab El Khadra • Bab Laassal • Bab Saadoun (corrispondenza 3 e 5) • Bouchoucha • 20 Mars • Bardo • Essaidia • Khaznadar • L'Artisanat • Den Den |

## Storia
L'attività della prima linea della rete ebbe inizio nel 1981 e i lavori per tale linea, in direzione Ben Arous, durarono fino al 1985. La realizzazione della connessione tra le linee di corriere e la linea 1 presso la stazione di El Ouardia terminò un anno più tardi, nel 1986.
La messa in servizio di altre linee avvenne successivamente: la 2 (che collega il centro della capitale ad Ariana, nella periferia settentrionale) nel 1989, la 3 (verso ovest) e la 4 (verso Il Bardo) nel 1990, la 5 (verso El Intilaka, a nord ovest) nel 1992. Alcune linee sono state successivamente prolungate, come la linea 3 nel 1992, fino a Ibn Khaldoun; la linea 4 verso Den Den nel 1997.

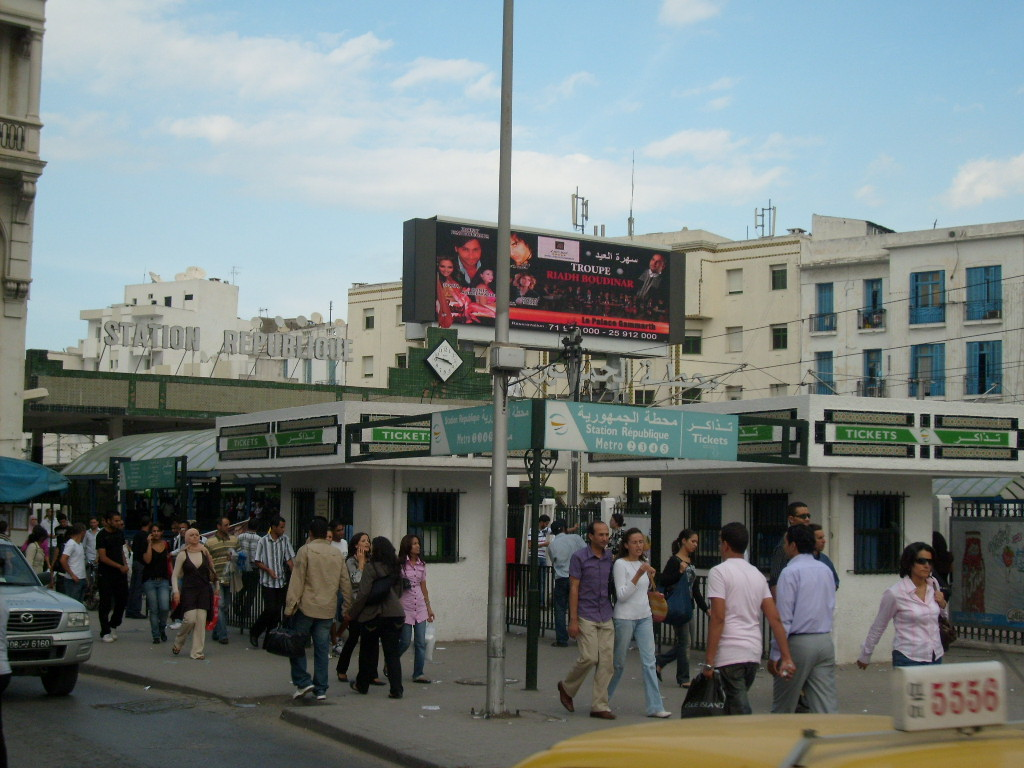
Stazione République

La Società dei trasporti di Tunisi (Transtu) venne costituita nel 2003 mediante la fusione tra la Società della metropolitana leggera di Tunisi e la Società nazionale dei trasporti.
Il 12 novembre del 2008 entrò in servizio la linea 6, lunga 6,8 km, lungo i quali serve undici stazioni, tra la Place de Barcelone e El Mourouj 4, il 6 diventa operativo, dopo tre anni di lavoro per la costruzione e un periodo di prova, incominciato l'11 agosto 2008, su un percorso limitato a El Mourouj 2.
Il 2 ottobre dell'anno precedente erano incominciati i lavori per la costruzione del prolungamento di 5,2 chilometri della linea 4, in direzione Université de La Manouba; questo prolungamento venne inaugurato il 10 dicembre del 2009, con un ritardo di un mese e mezzo rispetto alla data di consegna prevista.
Nell'ambito dell'undicesimo piano quinquennale (2007-2011) sono stati presentati alcuni progetti di estensione della rete verso i quartieri di El Menzah e Ennasr e verso alcune città della cintura urbana come Le Kram, Aïn Zaghouan, Sidi Daoud e Bhar Lazrak.

## Caratteristiche tecniche

### Scartamento
La rete è tutta a scartamento normale (1435 mm).

### Materiale rotabile

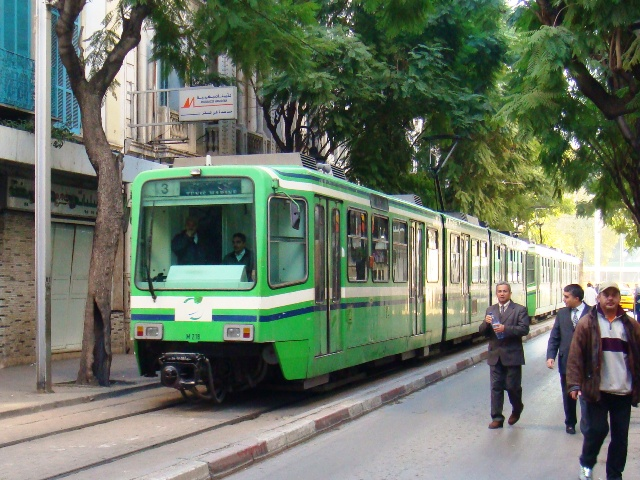
Vettura della linea 3

Al 2006, erano in servizio 136 automotrici analoghe a quelle della Stadtbahn di Hannover. Costruite dall'azienda Siemens, sono state consegnate tra il 1984 e il 1997. Le automotrici erano formate da due vetture caratterizzate da:
- Rodiggio tipo Bo-2-2-Bo;
- motori 2 x 240 kW;
- massa complessiva di 40,3 tonnellate
- lunghezza di 30 metri e larghezza di 2,47 metri.

Nel 2004 venne concluso un accordo tra il governo tunisino e quello francese per l'acquisizione di trenta nuove automotrici di tipo Alstom Citadis. Ciascun convoglio, costruito dall'Alstom, ha una lunghezza di 64 metri e una larghezza di 2,4 metri; è composto di due vetture dotate di 58 posti a sedere e con una capacità massima di 208 persone in piedi. Alla fine della consegna, del costo stimato di 40,9 milioni di euro, il parco mezzi di Transtu è stato dotato di 55 nuove automotrici.
I mezzi in circolazione hanno una livrea verde con una linea bianca nel mezzo.